# Микки Грин
Мишель Марии Герман (англ. Michaela Maree Gehrmann, род. 28 июня 1984, Сидней; выступает под псевдонимом Микки Грин, Micky Green) - поп-певица в стиле австралийского блюза, автор песен. 
Мишель ушла из дома в 18 лет с целью стать моделью, но в основном была сосредоточена на музыкальной карьере. В возрасте 21 года Грин переехала в Париж.
Её дебютный альбом "White T-Shirt", который был выпущен 27 августа 2007 года, достиг 12-й позиции во французском чарте синглов. Второй альбом, "Honky Tonk" был выпущен 18 января 2010 года и достиг 40-й позиции. Её самый популярный сингл "Oh!" увидел свет в мае 2008 года и достиг 12-й строчки.

## Биография
Мишель Грин родилась с именем Мишель Марии Герман (англ. Michaela Maree Gehrmann) 28 июня 1984 года.  Выросла в Сиднее. В её роду были нидерландцы и немцы. Отец, Марк Дэвид Герман (англ. Marc David Gehrmann (род. 1960). Мать - Алиса Джун Шюсслер (Alice June Schüssler), работающая учительницей (род. 1 июня 1959). Они поженились в 1981 году. У Грин есть старшая сестра, Аннеке Наоми. После развода родителей в 1993 году, детей воспитывала мать. Грин рассказывала о себе: "Я начала петь очень рано, вместе со своим отцом, который умел играть на гитаре. В 11 лет я начала стучать на барабанах, а в 14 играть на пианино. Я начала сочинять примерно в это же время". Она играла на барабанах в джазовых и рок-группах ещё в средней школе, которую окончила в 2001 году. Ещё подростком она писала стихи и вела дневник, часто делая записи находясь в аэропортах и отелях. Её первые демонстрационные работы были записаны на персональном компьютере.
Грин начала свою карьеру модели в торговом центре Сиднея, подписав контракт с Vivien's Model Management. В 2005, достигнув 21 года, Микки переехала в Париж.
Она выпустила свой первый альбом White T-Shirt 27 августа 2007, работая с продюсером Рено Летангом (Teki Latex). Из рецензии Allmusic: "Celeste Rhoads нашла алмаз, дрейфующий в океане звуков... Нет песни, которую можно пропустить в своей безупречности, этот прекрасный софт-поп должен играть до конца!"  После австралийского релиза, The Sun-Herald́s Craig Mathieson сравнивал её работу с "целеустремлённой" Тори Амос и "утонченной" KT Tunstall. Самая популярная песня Мишель, "Oh!", выпущена в мае 2008-го и достигла 12 пункта во Французском чарте синглов.Крейг Мэттисон отметил "Oh!" являет собой "отборный джазовый бит разыгрывающий щелчки пальцев и партии пианино". Она использовалась в телевизионном сериале V Australia, и в рекламных роликах США Reese's Peanut Butter Cups.
Грин работала моделью в Christian Dior и Diesel, но в 2010 году она разорвала контракты почти со всеми модельными агентствами. Её второй альбом, Honky Tonk вышел 18 января 2010 и достиг 40-й отметки во Франции. Rhoads был менее впечатлён этим альбомом, мол, "он не совсем соответствует очарованию своего предшественника. Однако, в мягких ритмах есть соблазн, который нельзя отрицать". Редакторы от Amazon.com нашли его "красочным, ритмичным и жизненным попом, украшенным множеством рисунков и сложных узоров, с клавишами и духовыми".
У Мишель есть питомец лабрадор по имени Рокси.

## Дискография

### Альбомы
- White T-Shirt (27 August 2007)
- Honky Tonk (18 January 2010)

### Синглы
- "Oh!"
- "Shoulda", youtube: The Bloody Beetroots - Shoulda remix
- "Begin to Fade"
- "Remember"

## См. Также
- The Bloody Beetroots
- KT Tunstall
- Тори Эймос